# Prosopocoilus forficula hainanensis
Prosopocoilus forficula hainanensis es una especie de coleóptero de la familia Lucanidae.

## Distribución geográfica
Habita en Hainan (China).